# Política de Madagascar

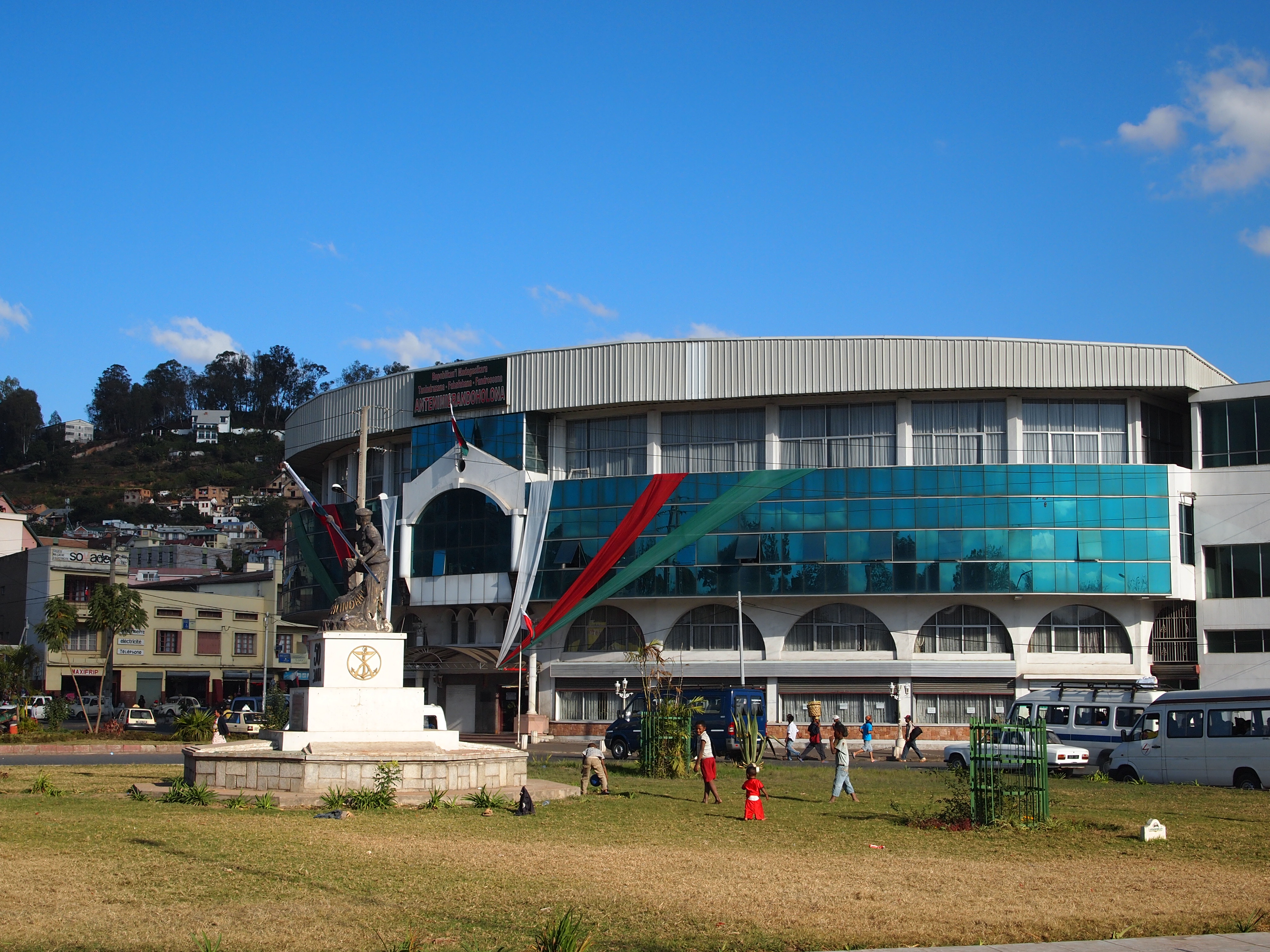
Edificio del Senado de Madagascar.

En marzo de 1998, los votantes malgaches aprobaron una Constitución revisada. Las principales instituciones de la República de Madagascar son la presidencia, el parlamento (Asamblea Nacional y Senado), el primer ministro y su gabinete, y un poder judicial independiente. El presidente es elegido por sufragio universal directo por un período de 5 años, renovable dos veces.
La Asamblea Nacional está compuesta por 150 representantes elegidos por voto directo cada 5 años. El Senado lo componen 90 senadores, dos tercios de los cuales son elegidos por legisladores locales y el resto nombrados por el presidente, todos ellos para un período de 6 años. El primer ministro y su gabinete se encargan de la gestión ordinaria de gobierno. El presidente nombra al primer ministro.
El primer ministro y los miembros del parlamento pueden legislar, y el gobierno tiene el poder ejecutivo. El presidente puede disolver la Asamblea Nacional. Por su parte, la Asamblea Nacional puede aprobar una moción de censura y hacer que el primer ministro y su gabinete cesen. La Corte Constitucional aprueba la constitucionalidad de las nuevas leyes. 
La administración territorial se determina por la legislación. La Constitución establece seis provincias (faritany) con la intención de descentralizar el país.
El primer Presidente de Madagascar, Philibert Tsiranana, fue elegido cuando su Partido Social Democrático había accedido al poder tras la independencia en 1960 y fue reelegido sin oposición en marzo de 1972. Sin embargo, tuvo que dimitir sólo dos meses después en respuesta a las masivas manifestaciones contra el gobierno. El malestar continuó, y el sucesor de Tsiranana, el general Gabriel Ramanantsoa, dimitió el 5 de febrero de 1975, cediendo el poder ejecutivo al teniente coronel Richard Ratsimandrava, que fue asesinado seis días más tarde. Un directorio militar provisional rigió el país hasta la formación de un nuevo gobierno, presidido por el almirante Didier Ratsiraka en junio de 1975.
Durante los siguientes 16 años de gobierno del Presidente Ratsiraka, Madagascar continuó comprometido con el socialismo revolucionario en el que se basaba la Constitución de 1975, que establecía un Estado muy centralizado. Las elecciones nacionales de 1982 y 1989 hicieron que Ratsiraka permaneciera por dos nuevos períodos de 7 años. Durante gran parte de este período, la oposición tolerada era mínima y no se permitía criticar al presidente en la prensa. 
Cuando las restricciones a la expresión política se aligeraron, lo que comenzó a suceder a finales de los años ochenta, el régimen de Ratsiraka comenzó a sentir la presión que demandaba cambios fundamentales. En respuesta a una economía que se deterioraba cada vez más, Ratsiraka empezó a relajar el dogmatismo socialista y permitió algunas reformas que liberalizaban el sector privado. Pero estas y otras reformas, como la eliminación de la censura en 1989 y la formación de más partidos políticos en 1990 fueron insuficientes para aplacar a una creciente fuerza opositora llamada Hery Velona o "Fuerzas Activas," concentrada en la capital y el altiplano que la rodea.
Como respuesta a las masivas manifestaciones pacíficas y a las huelgas generales, Ratsiraka sustituyó a su primer ministro en agosto de 1991. Poco después, sus tropas dispararon sobre una multitud pacífica que se manifestaba cerca de su palacio, matando a más de 30, lo que políticamente supuso un duro golpe para él.  
En una situación de cada vez mayor debilidad, Ratsiraka accedió a negociar la formación de un gobierno de transición. El gobierno resultante despojó a Ratsiraka de casi todos sus poderes el 31 de octubre de 1991, creó instituciones interinas y fijó un calendario de 18 meses para completar la transición a una nueva forma de gobierno constitucional. La Alta Corte Constitucional se mantuvo como último árbitro del proceso.
En marzo de 1992, existía un proyecto de nueva Constitución, que había sido elaborado por un Foro Nacional muy representativo organizado por el Consejo Malgache de Iglesias Cristianas  (FFKM). Hubo enfrentamientos entre tropas leales a Ratsiraka y los que intentaban elaborar la nueva Constitución. En cualquier caso, el texto se sometió a referéndum en agosto de 1992 y fue aprobado por un amplio margen, a pesar de los esfuerzos de los federalistas (pro Ratsiraka) de perturbar las votaciones en varias áreas costeras. 
Las elecciones presidenciales se celebraron el 25 de noviembre de 1992, después de que la Alta Corte Constitucional hubiera decidido, a pesar de las objeciones de las Fuerzas Activas. que Ratsiraka podía presentarse como candidato. La segunda vuelta se celebró en febrero de 1993, y el dirigente de las Fuerzas Activas, Albert Zafy derrotó a Ratsiraka. Juró el cargo de Presidente el 27 de marzo de 1993.
Las elecciones legislativas nacionales se celebraron en junio de 1993, para elegir una nueva Asamblea Nacional que, de acuerdo con la nueva Constitución, ejercería la iniciativa legislativa junto con el primer ministro, al cual debía elegir.
El sistema de representación proporcional para la elección de los legisladores contribuyó a un significativo aumento del número de partidos políticos y de grupos de interés. Esto, junto con una prensa libre, favoreció la abierta y viva discusión de los asuntos políticos en Madagascar.
En 1996, el FMI influiría para lograr la renuncia del Presidente Zafy, impulsando un nuevo proceso electoral que traería nuevamente a Ratsiraka al poder, durante éste mandato se organizaron unas elecciones provinciales a fin de aumentar la autonomía de las regiones, las mismas fueron acusadas por la oposición de estar cargadas de las intenciones “dictatoriales” de Presidente, boicoteando las elecciones, como resultado el 70% de los electores no participaron, permitiendo la victoria de la tolda de gobierno AREMA, a excepción de la capital que se mantuvo bajo control de Marc Ravalomanana, que se postularía a la primera magistratura en 2001.
Las elecciones realizadas en diciembre dieron el triunfo en la primera vuelta al alcalde de Antananarivo, resultado que no fue reconocido por el presidente alegando prejuicios del ente electoral, los seguidores de la oposición se apuraron a denunciar un intento de fraude ante la posición del Ejecutivo de realizar una segunda vuelta. La conflictividad desatada causó un enfrentamiento en todo el país. Mientras el empresario de la industria láctea se investía como presidente en la capital, el que fuera presidente hacia lo propio en Toamasina, región que declaró independiente. Segundos comicios en diciembre de 2002 ratificarían la victoria de Ravalomanana, en el proceso de escogencia de la Asamblea Nacional se observaría el mismo fenómeno.
La gestión del millonario africano, ha redundado en una administración al estilo de la empresa privada, que si bien ha mejorado los procesos administrativos, como la constitución de las autonomías departamentales siguiendo la receta de la descentralización propuesto por el fondo Monetario Internacional. no ha beneficiado a la mayoría de la población y ha favorecido una economía destinada a la exportación. 

## Datos
Nombre del país:
Forma larga : República de Madagascar
Forma corta : Madagascar
Forma larga local : République de Madagascar (francés); Repoblikan'i Madagasikara (malgache)
Forma corta local : Madagascar; Madagasikara
Forma anterior: République Malgache
Código : MA
Tipo de gobierno : república
Constitución : 19 de agosto de 1992, por referéndum nacional
Sistema legal : Basado en el derecho civil francés y el derecho consuetudinario malgache. Madagascar no reconoce la competencia obligatoria de la Corte Internacional de Justicia.
Sufragio : Universal (a partir de los 18 años)
Poder ejecutivo :
Gobierno : Consejo de Ministros, nombrados por el Primer ministro.
Elecciones : El presidente se elige por voto popular para un mandato de 5 años. El primer ministro lo nombra el presidente de entre una lista de candidatos designados por la Asamblea Nacional.
Poder legislativo : Parlamento bicameral
Asamblea Nacional : 160 escaños, los miembros son elegidos por voto popular directo para un mandato de 4 años. 
Senado : Dos tercios de los senadores son elegidos por las Asambleas Regionales, cuyos miembros son elegidos por sufragio universal. El tercio restante es nombrado por el presidente. Todos los senadores ejercen un mandato de 4 años.
Poder judicial : Corte Suprema, Alta Corte Constitucional
Partidos políticos : Association pour la Renaissance de Madagascar ou AREMA, Libéralisme Économique et Action Démocratique pour la Reconstruction Nationale ou LEADER/Fanilo, J'aime Madagascar ou TIM, Union Nationale ou FP, Renouveau du Partí Social Démocrate ou RPSD.
Grupos de presión : Mouvement Fédéraliste, Conseil National, Conseil des Églises Chrétiennes de Madagascar ou FFKM
Participación en organizaciones internacionales : ONU, UA, FMI, Banco Mundial, OIT, Unesco, UPU, OMC, ONUDI, OMS, FAO, ISO,...